# Tornei di tennis maschili nel 1888
Prima della nascita della cosiddetta "Era Open" del tennis, ossia l'apertura ai tennisti professionisti degli eventi più importanti, tutti i tornei erano riservati ad atleti dilettanti. Nel 1888 tutti i tornei erano amatoriali, tra questi c'erano i tornei del Grande Slam: il Torneo di Wimbledon, e gli U.S. National Championships.
Nel 1888 venne disputata la dodicesima edizione del Torneo di Wimbledon questo vide vittoria di Ernest Renshaw che sconfisse nella finale del torneo preliminare il britannico Ernest Wool Lewis per 7–9, 6–1, 8–6, 6–4. Renshaw sconfisse poi nel challenge round il detentore del titolo Herbert Lawford per 6–3, 7–5, 6–0 conquistando il titolo per la prima volta. Nella quarta edizione del doppio maschile i fratelli William ed Ernest Renshaw riconquistarono il titolo che non avevano potuto difendere l'anno precedente battendo nel challenge round i detentori del titolo Herbert Wilberforce e Patrick Bowes-Lyon per 2-6, 1-6, 6-3, 6-4, 6-3.

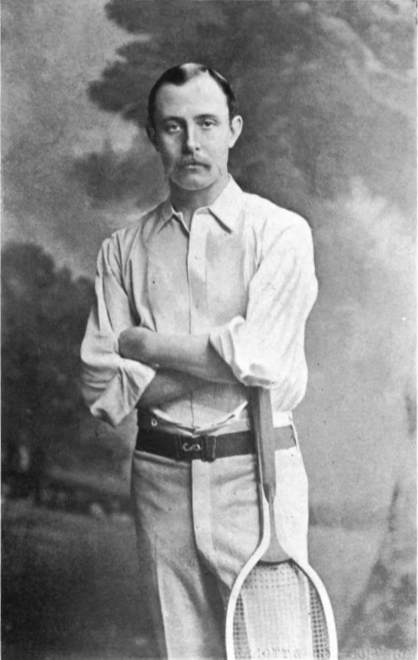
Immagine di Ernest Renshaw che nel 1888 vinse il suo primo titolo ai Championships

Nel 1887 venne disputata anche l'ottava edizione dell'Irish Championships dove s'impose il britannico Ernest Renshaw che sconfisse in finale Willoughby Hamilton per 6-4 5-7 6-4 3-6 6-2. Nello U.S. National Championships, (oggi conosciuto come US Open) tenutosi sui campi in erba del Newport Casino di Newport negli Stati Uniti nel singolare maschile s'impose lo statunitense Henry Slocum, che sconfisse nella finale del torneo preliminare il connazionale Howard Taylor in 3 set col punteggio di 6-4 6-1 6-0. Richars Sears dopo la sua settima vittoria consecutiva agli U.S. National Championships non partecipò più al torneo così la vittoria venne assegnata a Taylor senza disputare il challenge round. Oltre al torneo di singolare maschile allo Staten Island Cricket Club di New York si disputò anche il torneo di doppio dove s'imposero Oliver Campbell e Valentine Hall che in finale hanno battuto Edward MacMullen e Clarence Hobart per 6-4, 6-2, 6-2.
Nel New South Wales Championships di Sydney ad imporsi nel singolare maschile fu l'australiano Dudley Webb che in finale ha battuto il connazionale Charles W. Cropper col punteggio di 6-0, 6-4, 7-5.
Nel British Covered Court Championships di Londra, uno dei primi tornei della storia ad essere disputato su campi indoor, s'impose nel singolare maschile Ernest Lewis che in finale sconfisse Ernest George Meers per 6-2 6-2 6-1.

## Calendario
| Circuito nordamericano |
| Tornei del Grande Slam |

### Gennaio
Nessun evento

### Febbraio
Nessun evento

### Marzo
| Settimana | Torneo                                                                            | Vincitore                | Finalista           | Semifinalisti | Eliminati ai quarti |
| --------- | --------------------------------------------------------------------------------- | ------------------------ | ------------------- | ------------- | ------------------- |
| 2 marzo   | British Covered Court Championships 1888 Londra, Gran Bretagna Singolare - Doppio | Ernest Lewis 6-3 6-0 6-1 | Ernest George Meers |               |                     |
| 2 marzo   | British Covered Court Championships 1888 Londra, Gran Bretagna Singolare - Doppio |                          |                     |               |                     |

### Aprile
Nessun evento

### Maggio
| Settimana | Torneo                                                                  | Vincitore                          | Finalista                          | Semifinalisti                                 | Eliminati ai quarti                                               |
| --------- | ----------------------------------------------------------------------- | ---------------------------------- | ---------------------------------- | --------------------------------------------- | ----------------------------------------------------------------- |
| 7 maggio  | New South Wales Championships 1888 Sydney, Australia Singolare - Doppio | Dudley Webb 6-0, 6-4, 7-5          | Charles William Cropper E. Raleigh | Arthur Gideon Hugh Colquhoun R. D. Fitzgerald | E. W. Wallington Francis Alec Chomley H. W. Bartram T. A. Beckett |
| 7 maggio  | New South Wales Championships 1888 Sydney, Australia Singolare - Doppio |                                    |                                    | Arthur Gideon Hugh Colquhoun R. D. Fitzgerald | E. W. Wallington Francis Alec Chomley H. W. Bartram T. A. Beckett |
| 26 maggio | Irish Championships 1888 Dublino, Irlanda Singolare - Doppio            | Ernest Renshaw 6-4 5-7 6-4 3-6 6-2 | Willoughby Hamilton                |                                               |                                                                   |
| 26 maggio | Irish Championships 1888 Dublino, Irlanda Singolare - Doppio            |                                    |                                    |                                               |                                                                   |

### Giugno
| Settimana | Torneo                                                                           | Vincitore                                      | Finalista                       | Semifinalisti | Eliminati ai quarti |
| --------- | -------------------------------------------------------------------------------- | ---------------------------------------------- | ------------------------------- | ------------- | ------------------- |
| 1º giugno | West of England Championships 1888 Bath, Gran Bretagna Singolare - Doppio        | Harry Barlow 6-4 6-3 8-10 3-6 8-6              | James Baldwin                   |               |                     |
| 1º giugno | West of England Championships 1888 Bath, Gran Bretagna Singolare - Doppio        |                                                |                                 |               |                     |
| 2 giugno  | New England Championships 1888 New Haven, USA Singolare - Doppio                 | Henry Slocum 8-6 5-7 6-4 4-6 6-2               | E.P. MacMullen                  |               |                     |
| 2 giugno  | New England Championships 1888 New Haven, USA Singolare - Doppio                 |                                                |                                 |               |                     |
| 9 giugno  | Torneo di Cheltenham 1888 Cheltenham, Gran Bretagna Singolare - Doppio           | Henry Grove 7-5 6-3 4-6 2-6 ritiro             | Ernest de Sylly Hamilton Browne |               |                     |
| 9 giugno  | Torneo di Cheltenham 1888 Cheltenham, Gran Bretagna Singolare - Doppio           |                                                |                                 |               |                     |
| 13 giugno | Southern Spring Championships 1888 Baltimora, USA Singolare - Doppio             | A.H.S. Post                                    | Leigh Bonsal                    |               |                     |
| 13 giugno | Southern Spring Championships 1888 Baltimora, USA Singolare - Doppio             |                                                |                                 |               |                     |
| 16 giugno | Scottish Championships 1888 Edimburgo, Gran Bretagna Singolare - Doppio          | Patrick Bowes-Lyon 1-6 0-6 10-8 6-2 3-1 ritiro | Henry Grove                     |               |                     |
| 16 giugno | Scottish Championships 1888 Edimburgo, Gran Bretagna Singolare - Doppio          |                                                |                                 |               |                     |
| 16 giugno | Welsh Championships 1888 Newport, Gran Bretagna Singolare - Doppio               | Willoughby Hamilton 6-1 6-1 6-0                | Ernest de Sylly Hamilton Browne |               |                     |
| 16 giugno | Welsh Championships 1888 Newport, Gran Bretagna Singolare - Doppio               |                                                |                                 |               |                     |
| 16 giugno | Kent Championships 1888 Beckenham, Gran Bretagna Singolare - Doppio              | Ernest George Meers 5-7 3-6 9-7 6-3 6-2        | Frederick A. Bowlby             |               |                     |
| 16 giugno | Kent Championships 1888 Beckenham, Gran Bretagna Singolare - Doppio              |                                                |                                 |               |                     |
| 16 giugno | Middle States Championships 1888 Filadelfia, USA Singolare - Doppio              | E.P. MacMullen 6-0 6-4 0-6 8-6                 | Leonard A. Beekman              |               |                     |
| 16 giugno | Middle States Championships 1888 Filadelfia, USA Singolare - Doppio              |                                                |                                 |               |                     |
| 21 giugno | London Athletic Club Championships 1888 Londra, Gran Bretagna Singolare - Doppio | Ernest Lewis 6-0 6-1 6-2                       | Harry Barlow                    |               |                     |
| 21 giugno | London Athletic Club Championships 1888 Londra, Gran Bretagna Singolare - Doppio |                                                |                                 |               |                     |
| 23 giugno | Northern Championships 1888 Liverpool, Gran Bretagna Singolare - Doppio          | Willoughby Hamilton 6-1 8-6 6-1                | Henry Grove                     |               |                     |
| 23 giugno | Northern Championships 1888 Liverpool, Gran Bretagna Singolare - Doppio          |                                                |                                 |               |                     |

### Luglio
| Settimana | Torneo                                                                | Vincitore                                          | Finalista                              | Semifinalisti | Eliminati ai quarti |
| --------- | --------------------------------------------------------------------- | -------------------------------------------------- | -------------------------------------- | ------------- | ------------------- |
| 16 luglio | Torneo di Wimbledon 1888 Londra, Gran Bretagna Singolare - Doppio     | Ernest Renshaw 6-3 7-5 6-0                         | Herbert Lawford                        |               |                     |
| 16 luglio | Torneo di Wimbledon 1888 Londra, Gran Bretagna Singolare - Doppio     | William Renshaw Ernest Renshaw 2-6 1-6 6-3 6-4 6-3 | Herbert Wilberforce Patrick Bowes-Lyon |               |                     |
| 28 luglio | Middlesex Championships 1888 Londra, Gran Bretagna Singolare - Doppio | Ernest Lewis 6-2 6-2 6-2                           | Ernest George Meers                    |               |                     |
| 28 luglio | Middlesex Championships 1888 Londra, Gran Bretagna Singolare - Doppio |                                                    |                                        |               |                     |

### Agosto
| Settimana | Torneo                                                                                  | Vincitore                                  | Finalista                          | Semifinalisti | Eliminati ai quarti |
| --------- | --------------------------------------------------------------------------------------- | ------------------------------------------ | ---------------------------------- | ------------- | ------------------- |
| 4 agosto  | Northumberland Championships 1888 Newcastle upon Tyne, Gran Bretagna Singolare - Doppio | Patrick Bowes-Lyon 6-0 6-0 6-0             | Percival Charles Du Sautoy Leather |               |                     |
| 4 agosto  | Northumberland Championships 1888 Newcastle upon Tyne, Gran Bretagna Singolare - Doppio |                                            |                                    |               |                     |
| 4 agosto  | Western Championships 1888 Minnetonka Beach, USA Singolare - Doppio                     | Charles A. Chase 6-4 6-2 6-1               | E.W. Mcclellan                     |               |                     |
| 4 agosto  | Western Championships 1888 Minnetonka Beach, USA Singolare - Doppio                     |                                            |                                    |               |                     |
| 6 agosto  | Northwestern Championships 1888 Minnetonka, USA Singolare - Doppio                      | Sam Chase                                  | Thorn                              |               |                     |
| 6 agosto  | Northwestern Championships 1888 Minnetonka, USA Singolare - Doppio                      |                                            |                                    |               |                     |
| 8 agosto  | Derbyshire Championships 1888 Buxton, Gran Bretagna Singolare - Doppio                  | Thomas Spread Campion 7-5 6-4 7-5          | Percy Bateman Brown                |               |                     |
| 8 agosto  | Derbyshire Championships 1888 Buxton, Gran Bretagna Singolare - Doppio                  |                                            |                                    |               |                     |
| 8 agosto  | North of England Championships 1888 Scarborough, Gran Bretagna Singolare - Doppio       | Henry Grove 6-1 6-1 6-1                    | Henry Guy Nadin                    |               |                     |
| 8 agosto  | North of England Championships 1888 Scarborough, Gran Bretagna Singolare - Doppio       |                                            |                                    |               |                     |
| 11 agosto | Torneo di Exmouth 1888 Exmouth, Gran Bretagna Singolare - Doppio                        | Ernest Lewis 6-1 6-3 6-3                   | Herbert Chipp                      |               |                     |
| 11 agosto | Torneo di Exmouth 1888 Exmouth, Gran Bretagna Singolare - Doppio                        |                                            |                                    |               |                     |
| 25 agosto | U.S. National Championships 1888 Newport, USA Singolare - Doppio                        | Henry Slocum 6-4 6-1 6-0                   | Howard Taylor                      |               |                     |
| 25 agosto | U.S. National Championships 1888 Newport, USA Singolare - Doppio                        | Oliver Campbell Valentine Hall 6-4 6-2 6-2 | Clarence Hobart Edward MacMullen   |               |                     |
| 27 agosto | Southern California Championships 1888 Santa Monica, USA Singolare - Doppio             | Robert Peyton Carter walkover              | Mr. W.H. Young                     |               |                     |
| 27 agosto | Southern California Championships 1888 Santa Monica, USA Singolare - Doppio             |                                            |                                    |               |                     |

### Settembre
| Settimana   | Torneo                                                                           | Vincitore                           | Finalista    | Semifinalisti | Eliminati ai quarti |
| ----------- | -------------------------------------------------------------------------------- | ----------------------------------- | ------------ | ------------- | ------------------- |
| settembre   | Southern Fall Championships 1888 Washington, USA Singolare - Doppio              | Frederick S. Mansfield 6-1 6-4 6-2  | Deane Miller |               |                     |
| settembre   | Southern Fall Championships 1888 Washington, USA Singolare - Doppio              |                                     |              |               |                     |
| 8 settembre | South of England Championships 1888 Eastbourne, Gran Bretagna Singolare - Doppio | Arthur George Ziffo 4-6 6-2 7-5 6-3 | Harry Barlow |               |                     |
| 8 settembre | South of England Championships 1888 Eastbourne, Gran Bretagna Singolare - Doppio |                                     |              |               |                     |

### Ottobre
| Settimana  | Torneo                                                                   | Vincitore                                | Finalista           | Semifinalisti | Eliminati ai quarti |
| ---------- | ------------------------------------------------------------------------ | ---------------------------------------- | ------------------- | ------------- | ------------------- |
| 10 ottobre | National Collegiate Championships 1888 New Haven, USA Singolare - Doppio | Philip Shelton Sears 7-5 4-6 6-2 4-6 6-2 | Valentine Gill Hall |               |                     |
| 10 ottobre | National Collegiate Championships 1888 New Haven, USA Singolare - Doppio |                                          |                     |               |                     |

### Novembre
| Settimana   | Torneo                                                                       | Vincitore                                | Finalista      | Semifinalisti | Eliminati ai quarti |
| ----------- | ---------------------------------------------------------------------------- | ---------------------------------------- | -------------- | ------------- | ------------------- |
| 1º novembre | Victorian Championships 1888 Melbourne, Australia Cemento Singolare - Doppio | Arthur Gideon Hugh Colquhoun 6-3 6-4 6-3 | Dr. R. Hartley |               |                     |
| 1º novembre | Victorian Championships 1888 Melbourne, Australia Cemento Singolare - Doppio |                                          |                |               |                     |

### Dicembre
| Settimana   | Torneo                                                                  | Vincitore                                     | Finalista      | Semifinalisti | Eliminati ai quarti |
| ----------- | ----------------------------------------------------------------------- | --------------------------------------------- | -------------- | ------------- | ------------------- |
| 29 dicembre | New Zealand Championships 1888 Napier, Nuova Zelanda Singolare - Doppio | Percival Clennell Fenwick 4-6 4-6 6-1 6-4 9-7 | Minden Fenwick |               |                     |
| 29 dicembre | New Zealand Championships 1888 Napier, Nuova Zelanda Singolare - Doppio | R.D. Haman F. Wilding                         |                |               |                     |